# فرانسيس كيلور
فرانسيس أليس كيلور (بالإنجليزية: Frances Kellor)‏ (20 أكتوبر، 1873 – 4 يناير، 1952) مصلحة اجتماعية ومحققة أمريكية، والتي تخصصت في دراسة المهاجرين إلى الولايات المتحدة والنساء.

## حياتها المبكرة وتعليمها
وُلدت فرانسيس أليس كيلور في 20 أكتوبر من عام 1873 في مدينة كولومبوس بولاية أوهايو. أثناء طفولة كيلور، هجر والدها الأسرة، مما أجبر والدتها على الانتقال إلى ولاية ميشيغان للعمل كغاسلة ملابس. لم يكن بمقدور كيلور إنهاء الدراسة الثانوية، مما دفعها للعمل في شركة أخبار محلية حيث أصبحت لاحقًا مراسلة تحقيقات. ولاحظتا أختيها، ماري وفرانسيس إيدي، ذلك وساعدتاها في مصاريف التعليم الجامعي. وتلقت كيلور شهادتها في القانون في عام 1897 من مدرسة كورنيل للقانون، وتلقت منحة لدراسة علم الاجتماع والعمل الاجتماعي في جامعة شيكاغو. وكتبت كيلور أولى مقالاتها العلمية في جامعة شيكاغو وتناولت فيها موضوع المساواة بين النساء والرجال في التعليم البدني. وبدأت كيلور أيضًا في دراستها للسجون بينما كانت في جامعة شيكاغو، مما أدى لكتابة كتابها الأول «علم الاجتماع التجريبي» (1901).

## حياتها المهنية
كانت كيلور سكرتيرة وأمينة صندوق بهيئة الهجرة لولاية نيويورك في عام 1909 وكبيرة محققين لصالح ديوان الصناعات والهجرة بولاية نيويورك منذ عام 1910 وحتى عام 1913. وأصبحت مديرًة عامًة لرابطة أمريكا الشمالية المدنية للمهاجرين وعضوة باللجنة الوطنية التقدمية. وأشرفت أيضًا على الرابطة الأمريكية لصحف اللغات الأجنبية.
وأدارت لجنة الأمركة الوطنية «إن إيه سي»، وهي أهم منظمة خاصة دعمت الأمركة في فترة الحرب العالمية الأولى. وتقدمت كيلور في عام 1916، متحدثة نيابة عن لجنة الأمركة الوطنية، باقتراح بالدمج بين الكفاءة والوطنية في برنامج الأمركة الخاص بها. وادعت أن الوضع سيكون أكثر فعالية عندما يستطيع جميع عمال المصانع فهم اللغة الإنجليزية وبالتالي سيفهمون الأوامر بشكل أفضل لتجنب الحوادث. فعندما تتم الأمركة، سيدرك العمال المُثل الصناعية الأمريكية ويصبحوا منفتحين للنفوذ الأمريكي ولن يكونوا تابعين لإضرابات المحرضين أو الادعاءات الأجنبية. وادعت أن النتيجة ستحول السكان الجهلة وغير المبالين إلى مصوتين متفهمين، وستحول بيوتهم إلى بيوت أمريكية، وتؤدي إلى تأسيس معايير عيش أمريكية خلال المجتمعات العرقية. وفي النهاية، ادعت أن ذلك سوف «يوحد المولودين خارج الوطن وداخله على حد سواء في ولاء حماسي لمُثلنا الوطنية من الحرية والعدالة.» وعلى عكس الإصلاحيين الأميركيين أصحاب الأصول الإفريقية في ذلك الوقت، آمنت كيلور أن العبودية جعلت من المستحيل على النساء الأمريكيات من الأصول الأفريقية أن يعشن حياة أخلاقية محترمة. وركزت كيلور مع جماعتها من المصلحين أصحاب البشرة البيضاء على تحسين كفاءة النساء الأميركيات من أصول إفريقية المحررات مؤخرًا، بدلًا من محاولة تحدي ممارسات الفصل العنصري المقيِدة في المجتمع الشمالي.
في عام 1916، أصبحت رئيسة اللجنة النسائية لتحالف هيوز الوطني، والواقعة في فندق أستور. كان الهدف من تحالف هيوز هو تنظيم النساء في البلاد لدعم تشارلز إيفانز هيوز في ترشحه لمنصب رئاسة البلاد في انتخابات الرئاسة الأمريكية لعام 1916.

### النشاط النسوي
ركزت كيلور أعمالها في حقوق المرأة على دراسة معاملة المرأة في التعليم والقوى العاملة. وأدت كيلور عملها في حقوق المرأة عن طريق إكمال العمل الميداني بمختلف المواقع والتي تتضمن النساء الدارسات في السجون، والنساء في هال هاوس بشيكاغو، والموظفات، والمرأة في البيئات التعليمية. في عام 1904 نشرت كيلور كتاب «بدون عمل»، والذي ناقشت فيه بطالة المهاجرين في الولايات المتحدة. ودونت كيلور في هذا الكتاب بعض المعلومات التي جُمعت عن بطالة النساء بسبب الرأي الاجتماعي القائل بأن البطالة ضعيفة الارتباط بالنساء. وناقشت أيضًا أسباب عدم مقدرة الموظفات على الحصول على نفس المعايير في المنظمات النقابية التي يحظى بها الرجال، وقلة حيلة النساء العاطلات، وعلاقة النساء العاطلات بالدعارة. ناقشت كيلور مطالبة بالمعاملة المتساوية للمرأة في بيئات التعليم، وخاصة في التعليم البدني. في عام 1909 نشرت كتاب بالتعاون مع جيرترود دودلي تحت عنوان «الألعاب الرياضية في تعليم المرأة»، والذي ادعيا فيه أن المشاركة في الأنشطة الرياضية له أثر إيجابي على النساء، وذلك لأنها تسمح لهم بترك حدود المنزل وتجعلهم أكثر نشاطًا اجتماعيًا.

### حقوق المهاجرين
كانت فرانسيس كيلور سكرتيرة وأمينة صندوق بلجنة الهجرة لولاية نيويورك في عام 1909 وكبيرة محققين بديوان الصناعات والهجرة بولاية نيويورك منذ عام 1910 وحتى عام 1913. وضمتها حملة ثيودور روزفلت الرئاسية عام 1912، للمساعدة في كتابة برنامج الحزب التقدمي. كانت هذه الانتخابات هي المرة الأولى التي يأخذ فيها الحزب الهجرة كمسألة أساسية. ووعد البرنامج بتوفير المزيد من فرص النجاح للمهاجرين، بالإضافة إلى إبطال السياسات التي أهملت المهاجرين وحقوقهم. خسر روزفلت الانتخابات لصالح وودرو ويلسون، إلا أن كيلور استمرت في معركتها للحصول على حقوق المهاجرين. في ذلك الوقت، كانت كيلور مديرة رابطة أمريكا الشمالية المدنية. بدأت في الدعوة لزيادة التعاون بين الجهود الخاصة وجهود الولاية والجهود الوطنية، بهدف استيعاب التعداد المتزايد سريعًا للمهاجرين، وتعليمهم، وحمايتهم. في عام 1914، غادرت كيلور الرابطة المدنية الأمريكية وكونت لجنة للمهاجرين في أمريكا. حاربت هذه اللجنة من أجل حقوق المهاجرين وتعليمهم. وأثمرت جهود كيلور عن انضمام أكثر من 13% من المهاجرين غير المتحدثين باللغة الإنجليزية إلى فصول المواطنة بحلول عام 1915. واستمرت الحركة في إحراز التقدم، إلا أن ذلك لم يكن مرضيًا لكولير. وبدأت في الضغط على الحكومة الفدرالية لاتخاذ الإجراءات ومساعدة المهاجرين في شئون الحماية، والتعليم، وإتاحة الفرص. نظمت كيلور يوم الأمركة الوطني ودعت له، ليُعقد في يوم الرابع من يوليو من عام 1915. وشاركت أكثر من 150 مدينة من كل أنحاء البلاد في هذا العيد، والذي احتفل بالمهاجرين المتجنسين ورحب بهم. أشرفت كيلور أيضًا على الرابطة الأمريكية لصحف اللغات الأجنبية. وأدارت لجنة الأمركة الوطنية، وهي منظمة خاصة هامة دعت إلى الأمركة أثناء الحرب العالمية الأولى. وأثناء تحدثها نيابة عن لجنة الأمركة الوطنية، اقترحت برنامج أمركة يهدف لدمج الكفاءة والوطنية. فاقترحت أن الوضع سيكون أكثر كفاءة في حال استطاع جميع عمال المصانع فِهم اللغة الإنجليزية وبالتالي سيفهمون الأوامر بشكل أفضل لتجنب الحوادث. وحين يتم أمركة المهاجرين، سيدركون المُثل الصناعية الأمريكية ويصبحوا أكثر انفتاحًا للتأثير الأمريكي. هذا من شأنه أن يجعلهم أقل عرضة للتأثر بدعوات الإضراب أو الدعاة الأجانب. وادعت أن النتيجة ستحول السكان الأقل إدراكًا إلى مصوتين مدركين، وستحول منازلهم إلى منازل أمريكية، وستؤسس لمعايير العيش الأمريكية في المجتمعات العرقية. وفي النهاية ادعت كيلور أن ذلك سوف «يوحد المولودين خارج الوطن وداخله على حد سواء في ولاء حماسي لمُثلنا الوطنية من الحرية والعدالة.»

### السجون
شعرت كيلور أن الجريمة كانت نتيجة للتعليم الضعيف والبطالة، والذي كان متعارضًا مع الاعتقاد السائد في هذا الوقت بأن الإجرام هو صفة بيولوجية. نشرت العديد من المقالات عن أنظمة السجن الأمريكي بالإضافة إلى كتاب واحد وهو «علم الاجتماع التجريبي: وصفي وتحليلي». درست كيلور في بحثها العرق والحالات العديدة التي أدت بالمجرمين الأمريكيين الجنوبيين أصحاب الأصول الإفريقية إلى الجريمة. وفي مقالاتها ناقشت كيلور أيضًا أثر حياة السجن على الجريمة وركزت بشكل خاص على مدى إضعافها للحياة الاجتماعية للأمريكان أصحاب الأصول الأفريقية، والذي بالتالي قد يُخلد الجريمة. واقترحت حلين لهذه المشكلة وهما إعادة التأهيل بالإضافة إلى برامج إعادة الإدماج.

## حياتها الشخصية
لم تتزوج كيلور إطلاقًا. وحافظت على علاقة طويلة الأمد مع امرأة أخرى، وهي ماري دريير، وهي إحدى أختين غنيتين لعبتا دورًا قياديًا في الحركة التقدمية بنيويورك. وتقاسمتا منزلًا منذ عام 1905 وحتى وفاة كيلور.
توفت كيلور في مدينة نيويورك في الرابع من يناير عام 1952، ودُفنت بجانب ماري دريير في مقبرة غرين وود في بروكلين بنيويورك.